# The Nut Job: Goana după alune
The Nut Job: Goana după alune este un viitor film 3D de animație din 2014, regizat de Peter Lepeniotis. Scenariul îi revine lui Lorne Cameron și Peter Lepeniotis, avându-i ca protagoniști pe Will Arnett, Brendan Fraser, Gabriel Iglesias, Liam Neeson și Katherine Heigl. Filmul se bazează pe scurt-metrajul din 2005, Surly Squirrel de Lepeniotis. Filmul va avea premiră pe 17 ianuarie 2014 fiind distribuit de Open Road Films, iar în România pe 24 ianuarie, distribuit de către Media Pro Distribution.
Filmului în varianta dublată i-a fost dedicată de către Prima TV pe 20 ianuarie 2013 în cadrul emisiunii Focus Monden, o promovare, iar la final a fost oferit un material cu vocea vedetelor de la înregistrări, Andreea find veverița Andie, iar Daniel întrunchipându-l pe veverițoiul Surly. Ulterior, ca urmare a celor 3 vedete alese, filmul a fost promovat la scală largă, pe 25 ianuarie, la Focus, pentru Prima TV,  a fost prezentată o știre cu câteva scene din film în exclusivitate, la Digi 24 în cadrul Jurnal pentru copii, pe AcasăTV, în cadrul Poveștirilor Adevărate, și pe Kanal D, în cadrul emisiunii Draga mea prietenă.

## Acțiune
Noua comedie animată ne poartă în orășelul Oakton, unde neastâmpăratul veverițoi Surly (Will Arnett) și prietenul său, șoarecele Buddy, pun la cale un plan extraordinar: să jefuiască cel mai mare magazin de alune. Cu gândul la lunga iarnă în care se vor îmbuiba cu nuci, migdale, fistic și așa mai departe, cei doi prieteni strâng o celulă de criză și atacă ținta, dar își vor da seama foarte curând că situația îi depășește cu totul.

## Distribuție
- Will Arnett -Surly
- Brendan Fraser -Grayson
- Gabriel Iglesias -Johnny[10]
- Liam Neeson -Racoon[11]
- Katherine Heigl -Andie
- Stephen Lang -Regele
- Sarah Gadon -Lana
- Jeff Dunham -Mole
- Maya Rudolph -Precious
- Annick Obonsawin -Jamie
- Scott Yaphe -Lucky
- James Rankin -Fingers
- Julie Lemieux, Scott McCord, Robert Tinkler, Christian Potenza, James Kee and Eric Bauza - Voci adiționale

## Producție
Pe 17 ianuarie, a fost anunțat într-un comunicat de presă faptul că Lorne Cameron va scrie scenariul pentru film, împreună cu Lepeniotis. Pe 15 noiembrie 2012, distribuția era anunțată parțial, notându-se că Katherine Heigl, Will Arnett și Brendan Fraser vor fi vocile simpaticelor animăluțe. Apoi, pe 1 martie 2013, s-a anunțat și participarea lui Liam Neeson ce se va alătura echipei din film.

## Lansare
Filmul este programat spre lansare în data de 17 ianuarie 2014, fiind distribuit de Open Road Films. Primul trailer debutează la 27 septembrie 2013.

## Dublajul în română
Din 14 noiembrie Cinemagia anunță faptul că filmul va avea premiera și în România, figurând dublat, ceea ce însemană că vor fi alese vedete de televiziune, dat fiind faptul că este distribuit de Media Pro Distribution. Distribuția internațională revine The Weinstein Company. Pe 15 ianuarie 2014, CinemaRx oferă și singurul trailer dublat în română, în care se regăsesc actorii provizorii, aleși să dubleze doar pentru trailer.

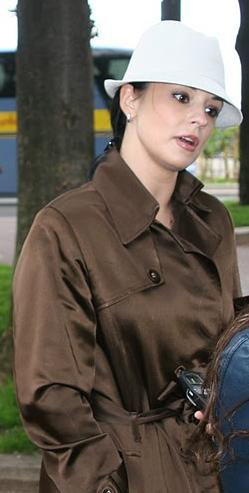
Andreea Marin, este iubita veveriță a lui Surly, și cea care reușește să îi distragă atenția de la alune, pentru un lucru ce nu poate fi cumpărat, iubirea

Primul dezvăluit este arhicunoscutul prezentator TV, om de radio de la Radio ZU, și jurat al emisiunii Spash! Vedete la Apă , Daniel Buzdugan, ce îi va da viață lui Surly,o veveriță sarcastică și solitară, care n-are încredere în nimeni și nimic, dar care crede că iubirea e pentru fraieri, asta până când o cunoaște pe Andie.
Cea mai importantă divă a României, Andreea Marin revine în chip animat, construindu-și o nouă idilă, după ce a fost îndrăgostită de curcanul Reggie, interpretat de Pavel Bartoș, Zâna, se îndrăgostește de Surly, interpretat de Daniel Buzdugan,  veveriță buclucașa devenită rațională la apariția lui Andie, personajul interpretat de prezentatoarea TV, rol pentru care vedeta a primit 4.000 euro, informează Click!. Ultimul nume notoriu din lumea televiziunii este a lui Mircea Solcanu, care îl va interpreta pe Racoon, liderul raton autoproclamat al Parcului Liberty, care pare să fie nobil în conducerea comunității, dar este doar o fațadă după care se ascund propriile sale interese, informează CinemaRx